# Vespas Mandarinas
Vespas Mandarinas est un groupe brésilien de rock indépendant, originaire de São Paulo.

## Histoire
Leur premier album, Animal Nacional,, est nommé pour le 14e Latin Grammy dans la catégorie du « meilleur album de rock brésilien » en 2013. Avec cet album, le groupe classe plusieurs chansons sur les principales stations de radio rock de la ville de São Paulo, 89 FM A Rádio Rock et Kiss FM, comme Cobra de Vidro, Não Sei O Que Fazer Comigo (reprise du groupe uruguayen El Cuarteto de Nos), O Vício e o Verso, A Prova et Santa Sampa, les deux derniers respectivement avec Arnaldo Antunes et le poète et parolier Bernardo Vilhena, partenaire d'artistes tels que Ritchie, Cazuza, Lobão, Vinny, Cidade Negra et Cláudio Zoli. Avec cet album, ils participent à des festivals tels que Lollapalooza, à des émissions de télévision et s'imposent comme un groupe florissant de la nouvelle scène du rock brésilien.
En juillet 2015, ils sortent l'EP o o v o e n j a u l a d o, qui contient une chanson avec Mark Arm, guitariste et chanteur de Mudhoney. En 2017, ils sortent leur deuxième album Daqui Pro Futuro, dont la chanson titre met en scène Samuel Rosa, guitariste et chanteur de Skank,. Une fois de plus, le groupe bénéficie d'une bonne diffusion sur 89 FM et d'un clip réalisé par le célèbre réalisateur KondZilla.
Le 21 juin 2018, le guitariste Chuck Hipolitho annonce son départ du groupe. Quelques jours plus tard, Thadeu Meneghini annonce que le groupe poursuivrait une série de concerts acoustiques dans des centres culturels de la banlieue de São Paulo. Thiago Guerra, le batteur du groupe Fresno, assiste à certains de ces concerts. Le 7 décembre 2018, Vespas Mandarinas apparaît sur la chanson Guarde Suas Joias du groupe de Santos Los Volks, la première sortie du groupe sans Chuck, enregistrée le 21 septembre au Studio Z3RO à Santos (SP). Par la suite, plusieurs musiciens ont rejoint le groupe, comme le guitariste Michele Cordeiro (Emicida, Paulo Miklos), la bassiste Lena Papini (Bula, Urbana Legion), le batteur Peu Lima, entre autres. Le 15 mars 2019, ils sortent le single Amor em Tempos de Cólera, en hommage à Redson Pozzi, ancien chanteur du groupe Cólera, décédé en 2011. La chanson, produite par Lucas Silveira, voit son clip réalisé par la société de production Bori Filmes,. Le 30 mai, le titre passe dans l'émission de radio Kiss FM, montrant que le groupe cherche toujours à faire du rock qui dialogue avec les masses. Quelques mois plus tard, le groupe sort la chanson Mariposa Tecknicolor en exclusivité sur la radio 89 FM, une composition du musicien argentin Fito Páez, la quatrième version du groupe d'une chanson de rock latino. Le single, également produit par Lucas Silveira, est disponible sur les plateformes numériques en novembre 2019.
En 2020, le groupe annonce la sortie de l'album Cala a Boca Já Morreu - Ao Vivo, avec des performances du groupe en 2018 et 2019 et des apparitions spéciales de Cyz Mendes et Maria Bia sur Santa Sampa et Lucas Silveira sur une reprise de Antes Que Você Conte Até Dez.

## Discographie

### Albums studio
- 2013 : Animal Nacional (Deckdisc)[17]
- 2017 : Daqui pro Futuro (Deckdisc)

### Albums live
- 2015 : Animal Nacional Ao Vivo (Deckdisc/Canal Brasil)
- 2021 : Cala a Boca Já Morreu - Ao Vivo

### EP
- 2010 : Da Doo Ron Ron
- 2011 : Sasha Grey (Vigilante/Deckdisc)
- 2015 : o o v o e n j a u l a d o (Deckdisc/Polysom)[18]